# 悲愴オラトリオ
『悲愴オラトリオ』（ひそうオラトリオ、露: Патетическая оратория）は、ゲオルギー・スヴィリードフが1958年から1959年にかけて作曲した、大管弦楽と合唱、2名の独唱者のためのオラトリオである。

## 概要
曲名に「オラトリオ」とあるが宗教色はなく、ソビエト連邦における革命の歴史と、共産主義によってもたらされる明るい未来を賛美する内容である。ウラジーミル・マヤコフスキーのロシア語詩をテキストとし、教会スラブ語によるロシア正教の祈祷文も部分的に用いられている。
1959年10月15日にモスクワ音楽院ボリショイ・ザールで初演されると、作品の圧倒的な規模や楽式的な独創性から大きな反響を呼んだ。後述するような巨大な編成にもかかわらず、エフゲニー・スヴェトラーノフ、ヴェロニカ・ドゥダロワ、ウラジーミル・フェドセーエフ、キリル・コンドラシンら著名な指揮者によって取り上げられ、北はバルト三国から南は中央アジア地域に至るまで、ソビエト各地で好んで演奏された。舞台上演は、ノヴォシビルスク国立オペラ・バレエ劇場にて、1961年に初めて行われた。
1960年には、本作作曲の功績を称え、スヴィリードフにレーニン賞が贈られている。
2018年現在、スヴィリードフが国民的作曲家として今なお支持されているロシアを除くと、ほとんど演奏されない。楽譜などの資料も入手困難であるが、CDや楽曲配信サービスなどによってソビエト時代の録音を聴くことができるほか、前述した現代ロシアでの演奏の記録をYouTube等のソーシャルメディアで見つけることができる。

## 楽曲

### 編成

#### 管弦楽
金管楽器が大幅に拡張された3管編成。
- 木管楽器: ピッコロ2、フルート2、オーボエ3、クラリネット3、バス・クラリネット、ファゴット2、コントラファゴット
- 金管楽器: ホルン8、トランペット6、トロンボーン6、チューバ
- 打楽器: ティンパニ、トライアングル、タンブリン、スネアドラム、シンバル、バスドラム、タムタム、グロッケンシュピール
- 鍵盤楽器など: チェレスタ、ハープ2、ピアノ2、オルガン
- 弦五部

#### 声楽
- 独唱バス[注釈 3]、メゾソプラノ
- 混声4部合唱（各パート40～50名、計160～200名が要求されている。）

### 構成
以下の7つの部分からなり、すべて切れ目なく演奏される（アタッカ）。全曲の演奏時間は約30分。
1. 行進曲 - Марш
「行進曲」と題する2篇の詩によるプロパガンダ。演奏時間約3分。
テキスト：『左翼行進曲（水兵たちに）』（抜粋）、『ぼくらの行進曲』
2. ヴラーンゲリ司令官の敗走の物語 - Рассказ о бегстве генерала Врангеля
ロシア内戦の末期、窮地に陥った白軍最後の司令官ヴラーンゲリが亡命する様子を、ロシア正教の祈りの合唱を交えて皮肉的に描く。演奏時間約4分。
テキスト：『とてもいい！』（抜粋）、正教会の祈祷文
3. ペレコープの英雄たちに - Героям Перекопской битвы
合唱が、内戦で犠牲となった赤軍兵士を「英雄」と称賛する。演奏時間約3分。
テキスト：『内戦の最終ページ』
4. われらの国 - Наша земля
独唱バスが、革命の末に勝ち取り、辛苦を共にした我が国への愛着や忠誠を歌う。演奏時間約3分。
テキスト：『とてもいい！』（抜粋）
5. ここに田園都市が - Здесь будет город-сад
全曲を通して唯一用いられる独唱メゾソプラノが、未来への希望を高らかに歌い上げる。演奏時間約5分。
テキスト：『クズネツク建設地とクズネツクの人々の物語』
6.  同志レーニンとの会話 - Разговор с товарищем Лениным
独唱バスが、壁に掛かったレーニンの写真に、革命と共産主義の成功を報告する。演奏時間は約7分と、全曲で最も長い。
テキスト：『同志レーニンとの会話』（抜粋）
7. 太陽と詩人 - Солнце и поэт
夏の強烈な西日を放つ太陽が、マヤコフスキーに「俺は光で、お前は詩で、世界を照らそうではないか」と語る。マイクを通した独唱バスと、合唱、管弦楽のトゥッティによる輝かしいエンディング。演奏時間約6分。
テキスト：『夏の避暑地でヴラジーミル・マヤコフスキーに起った不思議な事件』（抜粋）